# Wzajemna zrozumiałość języków
Wzajemna zrozumiałość języków (ang. mutual intelligibility) – pojęcie oznaczające taką bliskość różnych języków, że mówiący nimi mogą się porozumieć bez dodatkowej nauki ani szczególnego wysiłku. Jest to jedno z kryteriów oceny odrębności kodu językowego jako języka lub uznania go za dialekt. Wzajemne zrozumienie może być asymetryczne, kiedy użytkownik jednego z języków rozumie partnera bardziej niż drugi.
Zjawisko wzajemnej zrozumiałości występuje (w mniej lub bardziej ograniczonym stopniu) na gruncie polsko-czeskim i polsko-słowackim. Szczególnie wysoki stopień wzajemnej zrozumiałości istnieje między językami czeskim i słowackim. Wraz z rozwojem języki oddalają się od siebie lub przybliżają – przykładowo duński i norweski, blisko spokrewnione języki północnogermańskie, przestały być w pełni wzajemnie zrozumiałe na początku XIX wieku.

## Kryteria wzajemnej zrozumiałości
Wzajemna zrozumiałość języków może występować na różnych poziomach, od najprostszych elementów bez samodzielnego znaczenia, takich jak fonemy lub dźwięki, elementów mających znaczenie, np. morfemy i słowa, aż po poziom zdań i tekstów ciągłych. Miarą zrozumiałości jest współczynnik procentowy jednostek zrozumiałych do wszystkich prezentowanych, w skali od zera do stu. Testy wzajemnej zrozumiałości dzieli się na testy funkcjonalne (badające zrozumienie) oraz testy oceny/opinii (badające odczucia).

## Różnice a wzajemne zrozumienie
Badacze języków skandynawskich wskazują, że mimo istnienia niekiedy dużych różnic morfologicznych i składniowych między tymi językami rozbieżności te nie mają większego wpływu na ich wzajemną zrozumiałość. Bierze się to stąd, że obok istnienia czynników przeszkadzających w zrozumieniu inne wpływają na jego poprawę. I tak w przypadku języków norweskiego i duńskiego czynnikiem negatywnym jest wymowa, zaś pozytywnym podobieństwo słownictwa. Dla odmiany w przypadku języków szwedzkiego i norweskiego czynnikiem hamującym zrozumienie są różnice leksykalne, ułatwiającym zaś podobieństwa fonetyczne. W przypadku języków szwedzkiego i duńskiego wszystkie wymienione wyżej czynniki utrudniają zrozumienie.